# Lassalle-Haus

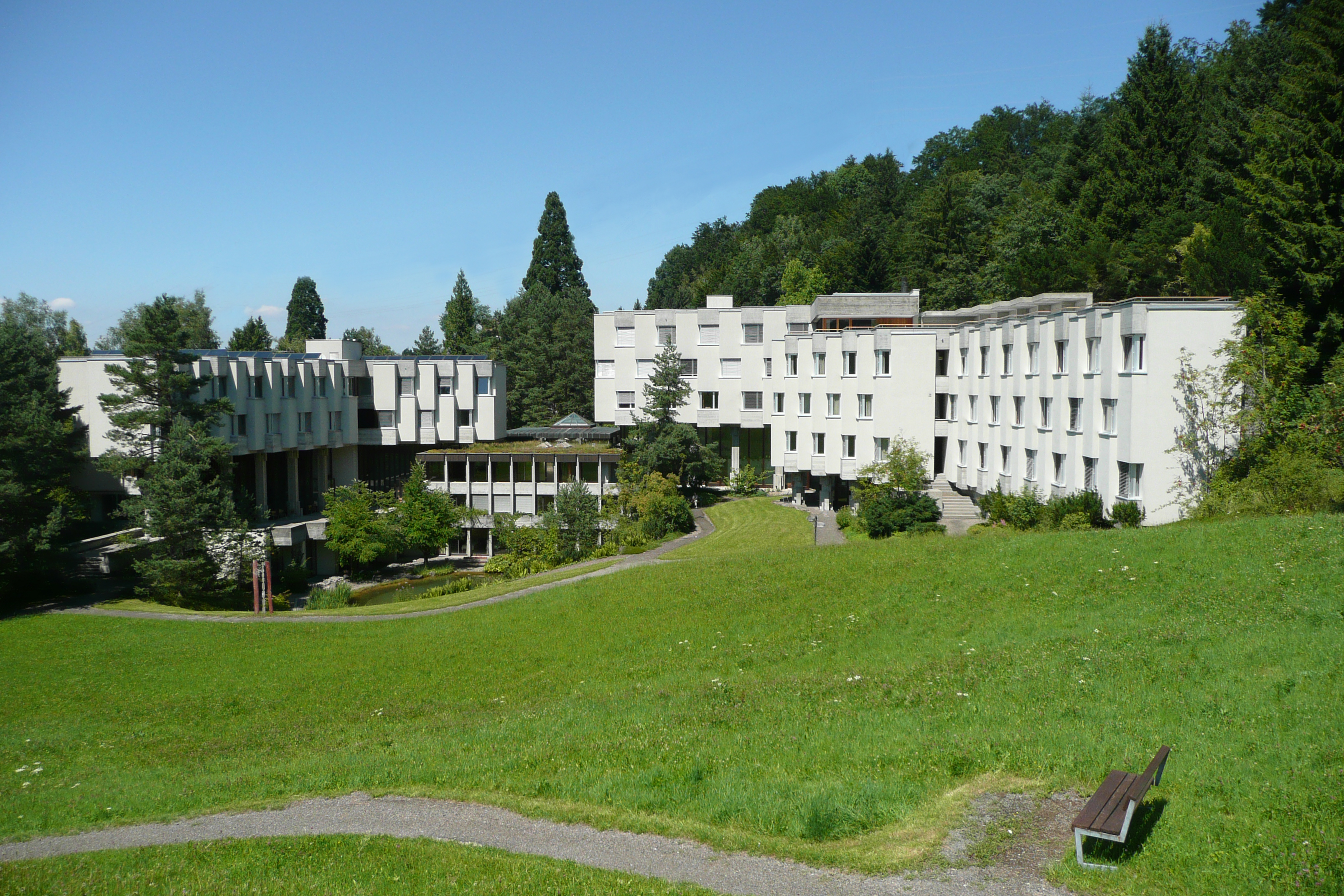
Lassalle-Haus, Bad Schönbrunn

Das Lassalle-Haus ist ein Zentrum für interreligiöse Begegnung mit den Schwerpunkten Spiritualität, Dialog und Verantwortung. Das gemeinnützige Bildungshaus mit dem grössten eigenen Programm unter den kirchlichen Häusern der Schweiz liegt bei Edlibach (Gemeinde Menzingen) im Kanton Zug. Über 80 Kursleiter und Kursleiterinnen unterrichten im Lassalle-Haus. Jährlich besuchen 5500 Gäste an 22'000 Kurstagen die verschiedenen Angebote. Nach den denkmalschützerischen Richtlinien des Kantons gehört das Bauwerk zu den schützenswerten Objekten der Moderne.

## Geschichte
Nachdem sich das einst berühmte Kurbad Bad Schönbrunn nach dem Ersten Weltkrieg nicht mehr hatte behaupten können, wurde es 1929 von einem Verein erworben und von Jesuiten geführt. Patres erteilten in den Räumen verschiedenen Gesellschafts- und Altersgruppen Ignatianische Exerzitien.
Die Anforderungen der aufkommenden Erwachsenenbildung zeigten später, dass die Hauseinrichtungen nicht mehr genügten. Das Badgebäude wurde abgerissen und an dessen Stelle 1968–1970, unter der Leitung von Josef Stierli, ein durch den Zürcher Architekten André M. Studer nach der harmonikalen Bauweise komponiertes Bildungshaus gebaut. Die Glasfenster in den Kapellen schuf Ferdinand Gehr. Vielfältige und nachfragegerechte religiöse Bildungsmöglichkeiten gaben dem Haus eine grosse Ausstrahlung.
Die Anlage in Bad Schönbrunn steht seit 2013 gesamthaft unter Denkmalschutz.
In einer Pressemitteilung vom 4. März 2025 teilten die Träger des Lassalle-Hauses mit, dass das Bildungsprogramm zukünftig ohne Hotellerie- und Gastronomiebetrieb geführt werden soll. Der Verein musste den 43 bisherigen Mitarbeitenden die Kündigung aussprechen. Nachfragerückgang und steigende Kosten hätten zu diesem Entscheid geführt. Das Haus solle aber weiterhin spirituelles Zentrum der Schweiz bleiben.

## Name
1993 positionierte Niklaus Brantschen SJ die Bildungsstätte neu als Kompetenzzentrum für Spiritualität und interreligiösen Dialog und gab ihm den Namen Lassalle-Haus. Hugo Makibi Enomiya Lassalle SJ gilt als Pionier des buddhistisch-christlichen Dialogs und als Erneuerer der Spiritualität. Nach der Ernennung von Niklaus Brantschen SJ und Pia Gyger ktw zu Zen-Meistern gründeten diese 1999 die Glassman-Lassalle-Zen-Linie sowie 2003 die Kontemplationsschule Via integralis, die östliche Spiritualität und christliche Mystik miteinander verbindet.
Christian Rutishauser SJ, der seit 2000 im Lassalle-Haus den jüdisch-christlichen Dialog aufbaute, leitete von 2007 bis Oktober 2009 diese Institution. Ab November 2009 löste ihn Tobias Karcher SJ ab.

## Programm
Im Angebot sind jährlich rund 150 Kurse, Seminare, Tagungen, Ausbildungen und Reisen. Sie richten sich an ein breit gefächertes, erwachsenes Zielpublikum mit dem Ziel, traditionelle spirituelle Wege in einer vorwiegend leistungsorientierten Welt zu vermitteln und die interreligiöse Kompetenz in einer vermehrt multikulturellen Gesellschaft zu fördern. Inhalte sind zum Beispiel interreligiöser Dialog, Begegnung der Religionen, Zen, Exerzitien, Kontemplation, Meditation, Tanz, Ethik, Mystik & Spiritualität, Fasten und Heilen, Liturgie, Kunst etc., die von rund 50 Referenten vermittelt werden. Das Haus ist auch offen für externe Bildungsinstitutionen und Organisationen und bietet eine professionelle Infrastruktur mit Zimmern für 82 Personen und für Konferenzen für bis 250 Personen. Daneben bietet das Zentrum auch Möglichkeiten für Timeout, geistliche Begleitung und Beratung.

## Sanierung der Gebäude
Ab Februar 2015 begannen umfangreiche Sanierungen der André-Studer-Anlage und der Alten Villa. Während des Umbaus zog die Jesuitenkommunität ins benachbarte Kloster Menzingen ZG. Die Schwestern vom Heiligen Kreuz stellten nebst Wohnraum einen ganzen Trakt für Lassalle-Haus-Kurse samt den benötigten Gastzimmern zur Verfügung. Seit der Wiedereröffnung im Mai 2016 präsentiert sich das Lassalle-Haus mit neuen Schwerpunkten wie Fasten, Medizin und Spiritualität sowie Auszeit-Angebote.

## Lassalle-Institut
1995 gründeten Niklaus Brantschen und Pia Gyger unter dem Dach des Lassalle-Hauses das Lassalle-Institut für Zen, Ethik und Leadership. Dieses richtet sich an Führungskräfte in Wirtschaft, Politik und anderen Bereichen der Gesellschaft mit dem Schwerpunkt einer Ethik aus ganzheitlichem Bewusstsein.

## Alte Villa
Noch aus dem Baubestand des alten Kurhauses Bad Schönbrunn stammt die «Alte Villa» neben dem heutigen Bildungshaus. Als Gästehaus mit einfacher Unterkunft und eigener Küche bietet sie Gruppenräume und Übernachtungsmöglichkeiten für 40 Personen.

## Weltethos
Die von Hans Küng einst präsidierte Stiftung Weltethos hat seit 21. August 2006 im Lassalle-Haus den Sitz der Geschäftsstelle.

## Jesuitengemeinschaft
Zur Schönbrunner Gemeinschaft gehören derzeit 8 Patres und Brüder.